# 荊浩

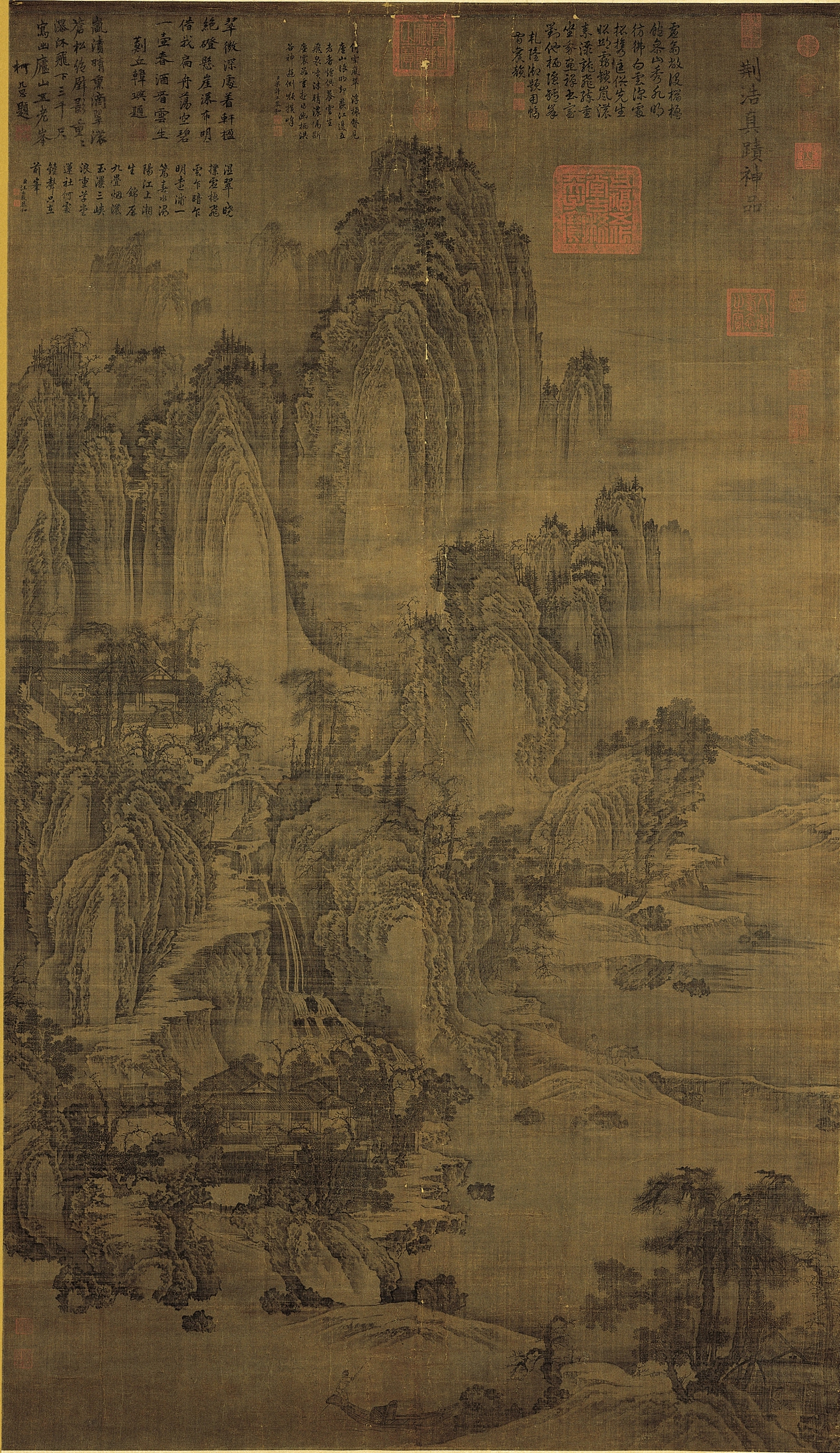
匡廬図

荊 浩（けい こう、生没年不詳）は、中国唐末・五代後梁の山水画家である。字は浩然。孟州済源県の出身。華北山水の祖とされる。中原の混乱を避け、太行山中の洪谷山（現在の河南省安陽市林州市）に隠れ住んだといわれる。唐代において発展を遂げた、華北の呉道玄の筆線と、江南の項容の水墨による山水画表現を統合し、以降の華北山水画隆盛の基礎を作り上げたと考えられる（『宣和画譜』1120年序）。自身の画論を記した『筆法記』を残す。
代表的作品として挙げられるのは「匡廬図」（ぎょうろず）である。輪郭線や細部の描写に意識を集中し、主な特徴としては上から下まで弓のように繰り返す線のパターンは山容に立体感を与える。
のちの華北系の范寛に影響を与える。

## 伝承作
- 匡廬図（台北・国立故宮博物院）1幅 絹本墨画 原本は唐末五代
現存作品は南宋を下らない時期の重模本と考えられる。
- 雪景山水図（カンザスシティ・ネルソン・アトキンズ美術館）唐末五代初

## 参考資料
- 小川裕充『臥遊 中国山水画─その世界』中央公論美術出版、2008年